# أرض الأحلام (فلم 2019)
أرض الأحلام (بالإنجليزية: Dreamland) هو فيلم دراما إثارة أمريكي من إنتاج 2019، ومن إخراج مايلز جوريس بيرفت وبطولة مارجو روبي، فين كول، غاريت هدلوند، ترافيس فيميل، كيري كوندون ولولا كيرك.
عُرض الفيلم لأول مرة في مهرجان تريبيكا السينمائي في 28 أبريل 2019.